# Seznam nigerijských fotografek

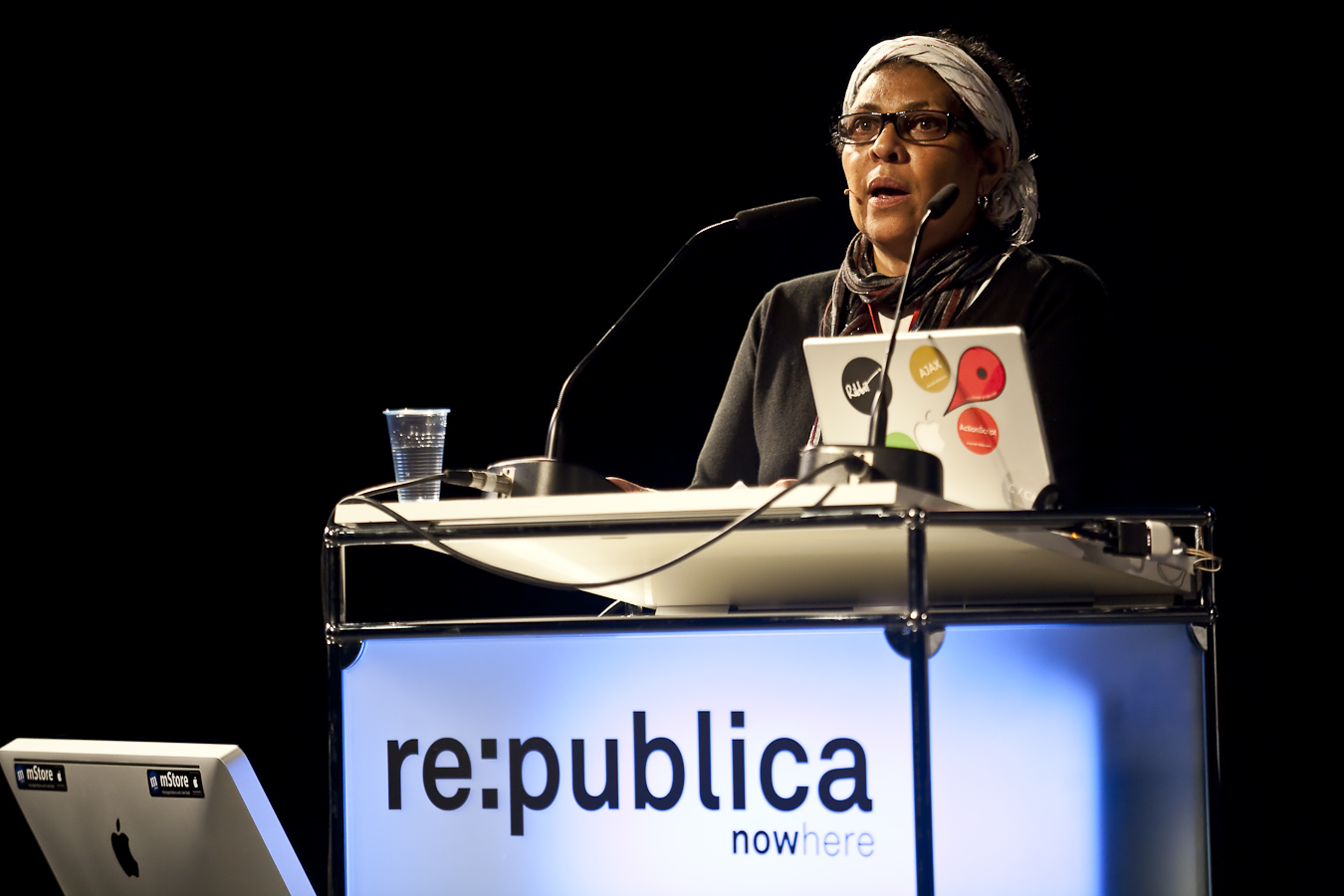
Sokari Ekine

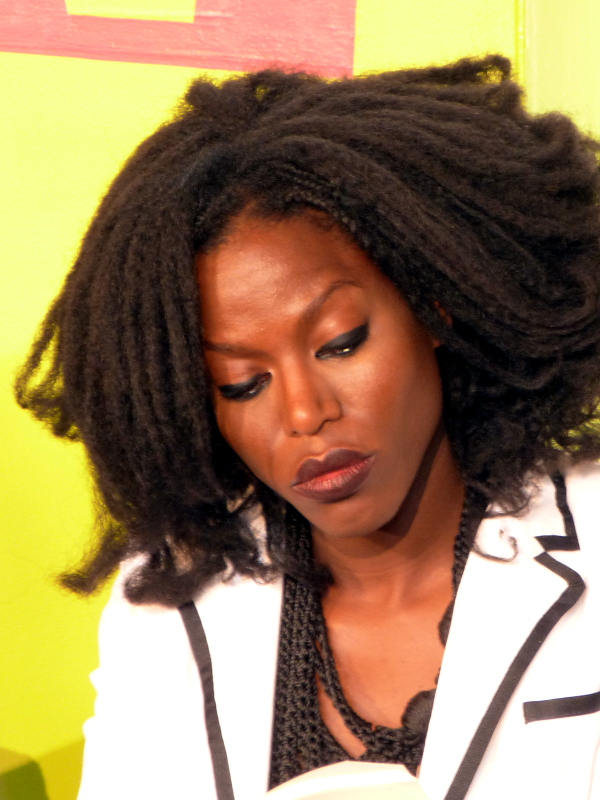
Taiye Selasi

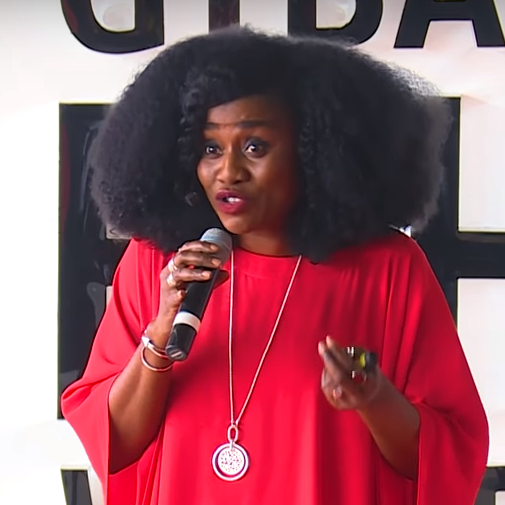
TY Bello

Toto je seznam nigerijských fotografek, které se v Nigérii narodily nebo jejichž díla jsou s touto zemí úzce spojena.

## A
- Fati Abubakarová (* ?), fotoreportérka a dokumentární fotografka
- Jenevieve Akenová (* 1989), dokumentární a městská portrétní fotografka zaměřující se na kulturní a sociální otázky, osobní zkušenosti a sociální otázky týkajících se genderových rolí, autoportréty
- Lola Akinmade Åkerströmová (asi 2006), fotografka, cestovatelka a spisovatelka se základnou ve Stockholmu
- Aisha Augie-Kuta (* 1980), fotografka, filmařka
- Nora Awolowo (* 1999), filmová režisérka, kameramanka, dokumentární fotografka a producentka
- Yetunde Ayeni-Babaeko (* 1978), komerční fotografka, vystudovala v Německu

## D
- Yemi Disu (?)

## E
- Sokari Ekine (* 1949), aktivistka, bloggerka, autorka a fotografka
- Ginikachi Eloka (* 1993), fotografka, vizuální umělkyně a editorka na volné noze
- Yagazie Emezi (* 1989), umělkyně a fotožurnalistka
- Mfon Essien (* 1967), nigerijsko-americká fotografka

## G
- Rahima Gambo (* 1986), fotografka a umělkyně

## I
- Novo Isioro (* 1986), fotografka a vizuální umělkyně

## N
- Emily Nkanga (* 1995), nigerijsko-britská fotografka a filmařka
- Amarachi Nwosu (* 1994), nigerijsko-americká fotografka, umělkyně a filmařka

## O
- Uche Odohová (* 1989), fotografka, tvůrkyně obsahu, filmařka a modelka, která se stala populární tím, že se v roce 2007 připojila k soutěži Amstel Malta Box Office Competition
- Adéọlá Ọlágúnjú (* ?), vizuální umělkyně pracující s fotografií, videem, zvukem a instalacemi
- Ifeoma Onyefulu (* 1959), autorka děl pro děti, prozaička, fotografka
- Janet Orilua (aktivní od roku 2017), vizuální umělkyně, fotografka

## S
- Taiye Selasi (* 1979), spisovatelka, fotografka

## T
- TY Bello (aktivní od roku 2008), zpěvačka, skladatelka, fotografka
- Toni Tones (aktivní od roku 2014), herečka, fotografka, mediální osobnost

## W
- Wavy The Creator (Jennifer Ejoke, aktivní od 2017)